# رحمت‌آباد (ریگان)
رحمت‌آباد، شهری در بخش رحمت‌آباد شهرستان ریگان در استان کرمان ایران است. این شهر، مرکز بخش رحمت‌آباد است.

## جمعیت
بر پایه سرشماری عمومی نفوس و مسکن در سال ۱۳۹۵، جمعیت شهر رحمت‌آباد برابر با ۵٬۰۵۵ نفر (۱٬۳۰۷ خانوار) بوده است.